# Castruccio Castracane degli Antelminelli

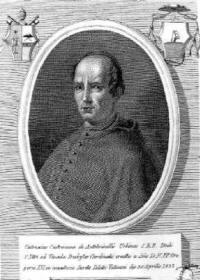
Castruccio Kardinal Castracane degli Antelminelli

Castruccio Castracane degli Antelminelli, auch Gaetano Castruccio Castracane degli Antelminelli, (* 21. September 1779 in Urbino; † 22. Februar 1852 in Rom) war ein italienischer Geistlicher und Kardinal der Römischen Kirche.

## Leben

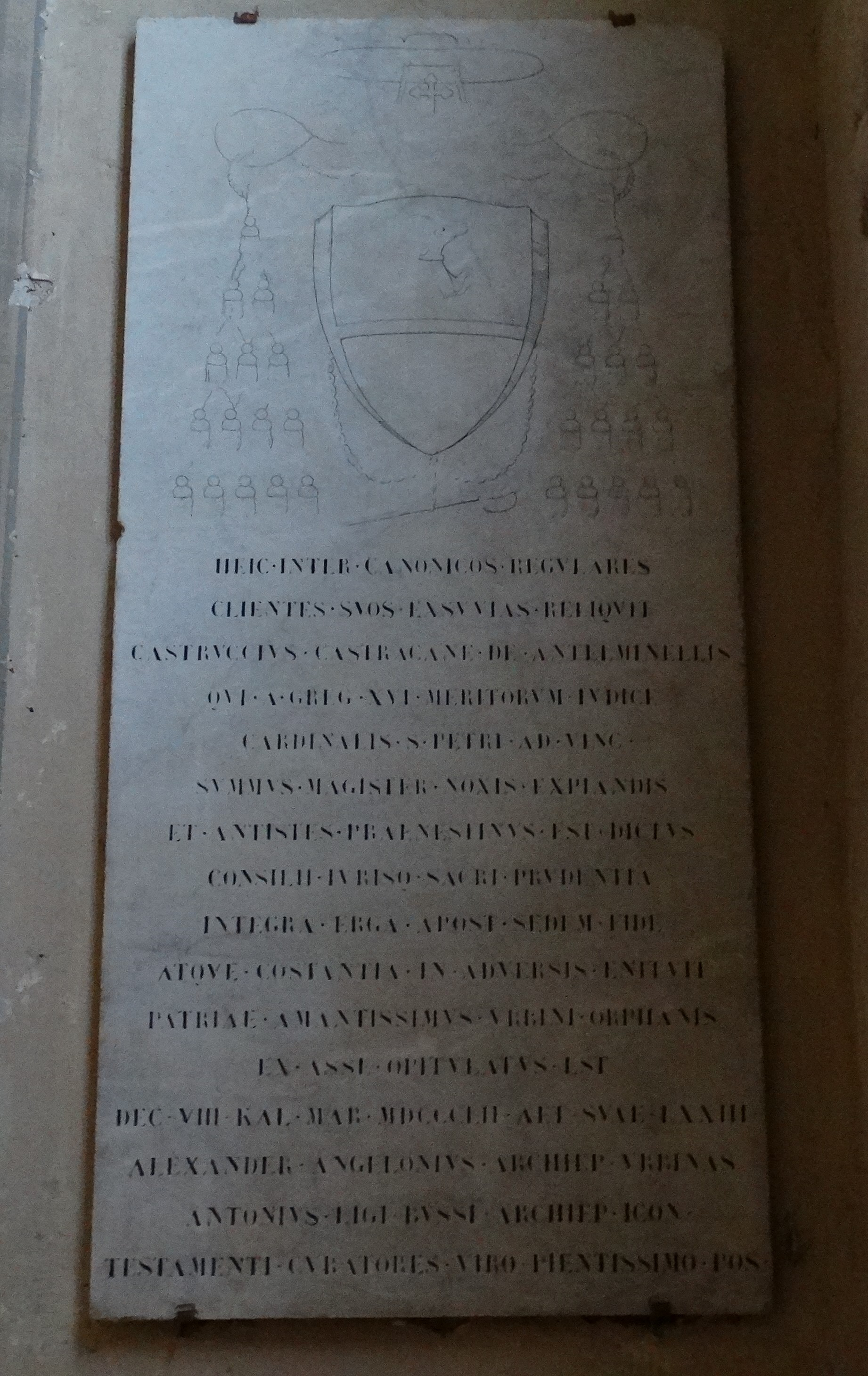
Epitaph beim Grab des Kardinals in der Kirche St. Pater in Ketten (Rom)

Er stammte aus einer weit zurückreichenden Adelsfamilie aus Lucca und war der Sohn von Giuseppe Castracane degli Antelminelli und dessen Ehefrau, der Marchesa Gentilina Honorati. Weitere Kardinäle aus seiner Verwandtschaft waren Giovanni Battista Castrucci und Bernardino Honorati. Sein Bruder Innocenzo Castracane degli Antelminelli wurde 1834 Bischof von Cervia und 1838 von Cesena.
Seine Bildung erfuhr Castruccio Castracane degli Antelminelli am Collegio dei Nobili in Urbino und am Collegio Romano in Rom, bevor er von 1803 bis 1807 an der Päpstlichen Akademie für den kirchlichen Adel zum Diplomaten ausgebildet wurde. Danach wirkte er ab 1816 in der Dombauhütte von St. Peter und seit 1825 als Wirtschaftssekretär. Im Jahr 1828 wurde er Sekretär der Kongregation Propaganda Fide.
Papst Gregor XVI. kreierte ihn im Konsistorium vom 15. April 1833 zum Kardinalpriester, den Kardinalshut empfing er drei Tage später, und am 29. Juli desselben Jahres übertrug der Papst ihm San Pietro in Vincoli als Titelkirche. Am 11. Dezember 1834 wurde er Präfekt der Kongregation für Ablässe und die heiligen Reliquien. Am 12. November 1839 schließlich wurde er Kardinalgroßpönitentiar, was er bis zu seinem Tode blieb.
Am 22. Juni 1844 wurde er zum Kardinalbischof von Palestrina erhoben. Die Bischofsweihe spendete ihm am 11. Februar desselben Jahres Papst Gregor XVI. selbst, Mitkonsekratoren waren die Kardinäle Costantino Patrizi Naro, Kardinalvikar für die Stadt Rom, und Gabriele Ferretti, Präfekt der Kongregation für Ablässe und die heiligen Reliquien. Vom 19. Januar 1846 bis 1847 war Castruccio Castracane degli Antelminelli Kämmerer des Heiligen Kardinalskollegiums. Er nahm am Konklave 1846 teil, aus dem Pius IX. als Papst hervorging. Als vom November 1848 bis zum Juli 1849 der Papst in Gaeta im Exil war, wurde er Präsident einer Verwaltungskommission, danach war er wiederum Sekretär der Propaganda Fide.
Castruccio Castracane degli Antelminelli starb in Rom und wurde, seinem Testament entsprechend, in San Pietro in Vincoli in dem Grabmal beigesetzt, das Papst Julius II. in jener Kirche für sich hatte erbauen lassen. An der Wand gegenüber ist sein Epitaph angebracht.